# Bureau County
Bureau County is een county in de Amerikaanse staat Illinois.
De county heeft een landoppervlakte van 2.250 km² en telt 35.503 inwoners (volkstelling 2000). De hoofdplaats is Princeton.